# La Donna della Fiamma
«La Donna della Fiamma» — рисунок английского художника-прерафаэлита Данте Габриэля Россетти, созданный в 1870 году. В настоящее время находится в собрании Манчестерской художественной галереи.
Натурщицей для рисунка стала Джейн Моррис. Героиня изображена в платье из струящейся красной ткани. Из ладони правой руки исходит пламя в виде крылатого духа, олицетворяющего любовь. На её левом запястье нарисована круглая метка. В правом нижнем углу изображён растущий плющ, на заднем плане — деревья. «La Donna della Fiamma» вероятнее всего служила эскизом для задуманной художником полноценной работы. 
Косвенно эта работа относится к тематике Данте, играющей одну из центральных ролей в творчестве Россетти, поскольку повелительница пламени — это один из образов Беатриче (образ появляется в переводе стихотворения Данте «Женщины, обладающие разумом в любви» (строки 51-52), созданном Россетти). Аллегорический образ пламени в виде крылатого существа также можно считать отсылкой к творчеству Данте Алигьери.